# Gaspar de Cepeda
Gaspar de Cepeda (Fuentes de Ropel, ca. 1498 - San Salvador, 1558) fue un militar español que participó en la conquista de territorios en los actuales países de Honduras y El Salvador, por los que recibió títulos como los de capitán, alcalde ordinario, regidor y encomendero.

## Biografía

### Origen familiar y primeros años
Gaspar de Cepeda había nacido hacia 1498 en la localidad de Fuentes de Ropel del valle del Esla, en el entonces Reino de León que formaba parte de la Corona de Castilla, en el seno de una familia hidalga acomodada.

Como primogénito de la misma, le correspondía ser el heredero del mayorazgo de los Cepeda, pero optó por dirigirse a la América española, cediendo la administración de sus bienes a su hermano, Pedro de Cepeda.

### Viaje a la América española
En el año de 1518 se dirigió a Sevilla, y desde allí en 1521 tomó rumbo al Nuevo Mundo, para llegar a isla La Española; en donde se asentaría en Santo Domingo.
En el año de 1522 haría amistad con el capitán general Gil González Dávila y el piloto Mayor Andrés Niño, con quienes se embarcaría a la conquista de Honduras; en total la tropa de Gil González Dávila era de 220 soldados, en la que Cepeda iba inicialmente con el título de capitán de la guardia de Gil González, luego como capitán de envalaverderos, y finalmente - cuando se encontraban en la isla de Cosumel- Gil González le encargaría la capitanía de la infantería.
Participaría en el descubrimiento de Puerto Caballos y la fundación de la villa de San Gil de Buenavista; y sería testigo del conflicto con Cristóbal de Olid, la llegada de Francisco de las Casas, y la ejecución de Olid a por Gil González y de las Casas. Luego de ello, junto con Francisco de las Casas y Gil González se movilizaría hacia la gobernación de Guatemala, donde se asentaría en la ciudad de Santiago de Guatemala (en ese entonces asentada provisionalmente en la zona de Xepau o Olintepeque).
En 1526 acompañó a Pedro de Alvarado en la expedición que realizó a Choluteca en su intento de reunirse con Hernán Cortés; dicha expedición pasaría en su viaje de regreso por el territorio de Popocatepet (actual zona oriental salvadoreña) y el Señorío de Cuzcatlán (que estaba en rebelión en ese entonces), lo que sería narrado por Bernal Díaz del Castillo en su Historia verdadera de la conquista de la Nueva España.

### Fundación de San Salvador y sucesos posteriores
En 1528 acompañó a Diego de Alvarado a la conquista del Señorío de Cuscatlán y la refundación de la villa de San Salvador; siendo en ese año uno de sus regidores junto a Santos García, Pedro Gutiérrez de Guyñana, Sancho de Figueroa, Pedro Núñez de Guzmán, Cristóbal Salvago y Francisco de Quirós. Asimismo, desde ese año hasta su fallecimiento gozó de por las que recibió las ricas encomiendas de Nahuizalco, Citalá y Guazapa.
En el año 1530 fue junto con Antonio Docampo uno de los 
alcaldes ordinarios de la Villa de San Sañvador. Posteriormente volvería ocupar nuevamente ese cargo en el año de 1552
El 23 de agosto de 1558, en la ciudad de San Salvador, otorgaría su testamento ante el notario Antonio de Urbina, y fallecería poco tiempo después dejando como única heredera a su hija Isabel Cotilla (quien había nacido en San Salvador de madre indígena en 1529). El 6 de junio de 1563, en Cervera (España), el soldado conquistador y uno de los fundadores de la villa de San Salvador Miguel Díaz Peñacorba mandó en testamento que se hicieran dos misas por el anima de Cepeda.

## Homenajes
La Real Chancillería de Valladolid alberga su testamento, en el que tuvo un especial recuerdo para su familia, allegados y a Fuentes de Ropel, su localidad natal, a la que donó 1000 pesos de oro para la compra de propiedades que generaran rentas y encomendó  a su hermano Pedro el control del pósito de 2500 fanegas de trigo, con el objeto de ayudar a los necesitados de esta localidad en tiempos de carestía y  escasez. También donó a esta localidad la talla del Santísimo Cristo de las Indias, patrón de Fuentes de Ropel, que actualmente se  encuentra en su iglesia parroquial de San Pedro.